# Chinasat 1A
O Chinasat 1A, também conhecido por Fenghuo 2A (FH-2A) e Zhongxing 1A (ZX-1A), é um satélite de comunicação militar geoestacionário chinês construído pela China Academy of Space Technology (CAST). Ele está localizado na posição orbital de 130 graus de longitude leste. O satélite foi baseado na plataforma DFH-4 Bus e sua expectativa de vida útil é de 15 anos.

## Lançamento
O satélite foi lançado com sucesso ao espaço no dia 18 de novembro de 2011, às 16:33 UTC, por meio de um veiculo Longa Marcha 3B/G3 lançado a partir do Centro Espacial de Xichang, na China. Ele tinha uma massa de lançamento de 5320 kg.